# Ernesto Chao
Ernesto Chao Pino (Ribadavia, Orense, 12 de noviembre de 1943-Santiago de Compostela, La Coruña, 6 de agosto de 2018) fue un actor español.

## Biografía
Aunque en Galicia se le conoció por Miro Pereira, papel que interpretó durante más de una década en la comedia de la cadena gallega TVG Pratos combinados, Ernesto Chao fue un actor con una dilatada experiencia profesional, especialmente en el teatro, con una carrera ininterrumpida desde 1969.
Fue director del Centro Dramático Galego desde 1986 hasta 1987.
Protagonizó el telefilme Condenado a vivir, donde interpretaba al marino Ramón Sampedro, en la primera vez que su historia se llevaba a la ficción. Más tarde, Javier Bardem encarnaría el mismo papel en la oscarizada Mar adentro de Alejandro Amenábar, y en la que se dio a conocer Mabel Rivera, actriz que interpretó a su mujer, Balbina, en Pratos combinados.
Trabajó en más de una docena de producciones cinematográficas desde 1985, año en que dio comienzo su carrera televisiva, especialmente ligada a la TVG. En televisión participó en una veintena de programas de formatos diversos, colaborando en los últimos años con pequeños papeles en series de éxito a nivel nacional como Cuéntame cómo pasó, Aquí no hay quien viva o Fariña.
Tuvo desde 2001 hasta 2012 su propia compañía teatral, Lagarta, lagarta S.L., junto a su esposa, la también actriz Rosa Álvarez.
El actor orensano falleció el 6 de agosto de 2018.

## Filmografía

### Películas
- La hora bruja (1985), de Jaime de Armiñán.
- Divinas palabras (1987), de José Luis García Sánchez.
- Urxa (1989), de Alfredo García Pinal y Carlos Piñeiro.
- Un soño de verán (1992) (TV). Como Pedro Marmelo.
- El juego de los mensajes invisibles (1992), de Juan Pinzás. Como cliente.
- Huidos (1993), de Sancho Gracia.
- A Metade da vida (1994), de Raúl Veiga.
- La ley de la frontera (1995), de Adolfo Aristarain. Como vecino.
- La novia de medianoche (1997), de Antonio F. Simón. Como guardia civil.
- Condenado a vivir (2001) (TV), de Roberto Bodegas. Como Ramón Sampedro.
- Días de boda (2002), de Juan Pinzás. Como Alejandro.
- Trece campanadas (2002), de Xavier Villaverde. Como inspector.
- El regalo de Silvia (2003), de Dionisio Pérez. Como encargado.
- Los muertos van deprisa (2007), de Ángel de la Cruz. Como Cifuentes.
- La playa de los ahogados (2015), de Gerardo Herrero. Como Somoza.
- Migas de pan (2016), de Manane Rodríguez.
- O ouro do tempo

### Cortometrajes
- Só para nenos (1985), de Milagros Bará. Como Otto.
- Esperanza (1986), de Chano Piñeiro. Como jefe de la terapia de alcohólicos.
- Las rubias los prefieren caballeros (2002), de Álex Sampayo. Como joyero.

### Televisión

#### Personajes fijos
- Pratos combinados (1995-2006). Como Ramiro "Miro" Pereira Ríos. TVG.
- Efectos secundarios (2007). Como Gonzalo. TVG.

#### Personajes episódicos
- Cuéntame cómo pasó (2003). Como Coronel Ibáñez Sañudo. La Primera de TVE.
- Aquí no hay quien viva (2005). Como Ramiro Villanueva, padre de Carmen. Antena 3.
- Fariña (2018). Como Gerardo Fernández Albor. Antena 3.

## Teatro
- Desde 1970 participó en más de 35 espectáculos teatrales con distintas compañías. Algunos títulos son Galileo Galilei, Fobias, Carambola (cóncavo convexo) o O país da comedia.
- En 2008 representa el montaje Aeroplanos, con su compañía teatral Lagarta, lagarta.

## Premios y nominaciones
1991
- Finalista en los Premios Compostela de Teatro en la categoría de la mejor interpretación masculina protagonista por O Rei Lear.[1]

1993
- Premio Compostela de Teatro al Mejor Actor Protagonista por Galileo Galilei.[1]

2002
- Premio Chano Piñeiro do Audiovisual Galego al Mejor actor protagonista por Condenado a vivir.[1]
- Premio de Honra Abrente en el Festival Internacional de Teatro de Ribadavia.

2008
- Premio de Honra Fernando Rey por toda su trayectoria profesional, siendo la primera vez que se concede este premio a un actor.

2010
- Premio de honra Pedigree del VII Festival de Cans.[1]